# Пакер, Эрика
Э́рика Па́кер (англ. Erica Packer), в девичестве — Ба́кстер (англ. Baxter; 1977, Ганнеда, Новый Южный Уэльс, Австралия) — австралийская певица, автор песен и фотомодель.

## Биография
Эрика Бакстер родилась в 1977 году в Ганнеде (штат Новый Южный Уэльс, Австралия). Эрика окончила частную школу для девочек «Abbotsleigh».
Эрика начала свою музыкальную карьеру в 2000 году. В 2006 году Бакстер подписала контракт с «SonyBMG Music Australia» на запись двух музыкальных альбомов.
С 20 июня 2007 года Эрика замужем за бизнесменом Джеймсом Пакером (род.1967), с которым она встречалась 4 года до их свадьбы. У супругов есть трое детей: дочь Индиго Пакер (род.27.07.2008), сын Джексон Ллойд Пакер (род.02.02.2010) и ещё одна дочь — Эммануэль Шила Пакер (род.22.09.2012).